# Hughes Island
Hughes Island ist eine kleine und vereiste Insel vor der Pennell-Küste des ostantarktischen Viktorialands. Sie ist die östlichste der Lyall-Inseln und liegt unmittelbar außerhalb des östlichen Teils der Einfahrt zur Yule Bay.
Der United States Geological Survey kartierte sie anhand eigener Vermessungen und Luftaufnahmen der United States Navy aus den Jahren von 1960 bis 1963. Das Advisory Committee on Antarctic Names benannte sie 1970 nach Leutnant Ronald M. Hughes von der US Navy, Arzt auf der McMurdo-Station im Jahr 1966.